# Birka
Birka (starornordijsko: Bierkø, latinsko: Birca) je bilo srednjeveško vikinško mesto na otoku Björkö ("Otok brez") na Švedskem. Otok je na jezeru Mälaren, 30 km zahodno od današnjega Stockholma, v občini Ekerö.
Birka je bilo pomembno trgovsko središče, skozi katerega je šel promet blaga iz Skandinavije pa tudi srednje in vzhodne Evrope, vse do Bližnjega vzhoda. Skupaj z mestom Hovgården na bližnjem otoku Adelsö, je Birka arheološko najdišče, ki prikazuje kompleksno trgovsko mrežo skandinavskih Vikingov in njihov vpliv na evropsko zgodovino. Kot najstarejše švedsko mesto (skupaj s Hovgårdenom) je bilo vpisano na Unescov seznam svetovne dediščine leta 1993.

## Zgodovina
Mesto Birka je bilo ustanovljeno v 8. stoletju in je hitro postalo pomembno trgovsko mesto za luksuzne dekorativne predmete, s katerimi je trgovalo z drugimi trgovskimi mesti na Severnem morju ni Baltiku, kot so Ribe (ustanovljen okoli 710 na Danskem), Hedeby (810), Skiringssal (Kaupang) (800), Dorestad, Quentovic in Hamwith.  Bilo je eno od prvih urbanih naselij v Skandinaviji. Skozi Birko je tekla Baltska povezava po rekah in trgovskih poteh skozi Ladogo (Aldeigja) in Novgorod (Holmsgard) do Bizantinskega cesarstva in Abasidskega kalifata.
Mesta so bila smiselno locirana tako, da so omogočala trgovino z ladjami na največjem možnem področju, kot del mednarodne trgovine. Lokalni obrtniki so svoje dragocene predmete menjali za železo in krzno lokalnih trgovcev, ti pa so trgovali za arabski nakit in tkanine iz predvsem iz Bližnjega vzhoda.
Leseno mesto Birka je nastalo okoli velikega trga, ki se je nadaljeval v notranje pristanišče in je imel pravilno mrežo ulic. Ocenjujejo da je imelo mesto v 9. stoletju okoli 700 stalnih prebivalcev, v času tržnih dni pa 3.000. Nedavno je bilo na otoku Björkö odkritih okoli 3000 grobov. Na otoku Adelsö, ki ga od Birke deli ozek preliv, se je nahajal kraljevski dvorec Hovgården, ki ga je menda dal zgraditi kralj Svean.
Birka je bilo tudi mesto prvega pokristjanjevanja Vikingov, ki ga je vodil benediktinski opat Ansgar leta 829. Tja ga je poslal frankovski kralj Ludvik I. Pobožni. Ansgar je kasneje navajal, daje je v mestu že obstajala majhna cerkev in nekaj kristjanov, večina pa so bili pogani. Možno je, da je Ansgar res opisal Birko, lahko pa tudi drugo mesto, kot na primer: Åland, Bjarke v Västergötlandu, Köpingsvik v Ölandu in Vreta pri Linköpingu.
Mesto je bilo opuščeno v okoli 960-ih, ko je njegovo vlogo trgovskega središča prevzelo trgovsko mesto Sigtuna, tudi na obalah jezera Mälaren. Ena od možnosti zakaj je bilo mesto opuščeno, je dviganje tal zaradi post-ledeniške preobrazbe, zaradi česar ladje niso mogle več pluti skozi Södertälje do Birke (podobno se je zgodilo tudi drugim pristaniščem v zgodovini Baltskega morja, na primer Luleå).
Trgovska pot od Varjagov do Grkov v Rusiji je utrpela velik padec približno v istem času.
Adam Bremenski v svojem delu Dela hamburških škofov (Gesta Hammaburgensis ecclesiae pontificum) iz leta 1076 nekajkrat navaja mesto Birka kot zapuščeno in pozabljeno, nekoč slavno trgovsko mesto.
Hjalmar Stolpe je začel načrtna izkopavanja v Birki v 1870-ih, pomembna odkritja pa so se dogodila v času raziskovanj, ki jih je izvajal Ambrosiani Björn v 1970-ih in 1990-ih.

## Arheološka lokacija Björkö
Točna lokacija Birke se je izgubila tudi v stoletjih špekulacij švedskih zgodovinarjev. Vendar pa je bil otok Björkö najprej omenjen, da je bil na njem kraj Birka že okoli 1450 v tako imenovani Kroniki Švedske (Prosaiska krönikan):
»In so bile na Švedskem tri prestolnice, od katerih dve nista bili predaleč od Uppsale. Ena se je imenovala Sigtuna in druga Birka. Birka je bila na otoku v jezeru Mälaren, in se je imenovala Björkö. Tretja je bila v Westgötaland in se je imenovala Skara.«
V iskanju Birke, je bil narodni zgodovinar Johan Hadorph prvi, ki je poskušal izkopavati na Björkö v poznem 17. stoletju.
V poznem 19. stoletju je Hjalmar Stolpe, entomolog z izobraževanjem, prispel na Björkö študirat okamenele žuželke najdene v jantarju na otoku. Stolpe je našel zelo velike količine jantarja, kar je nenavadno, saj ga običajno ne najdemo v jezeru Mälaren. Stolpe je razmišljal, da bi lahko bil otok pomembna trgovska postojanka, kar ga je spodbudilo, da je izvedel niz arheoloških izkopavanj med 1871-95. Izkopavanja so kmalu pokazala, da se je na otoku nahajalo veliko naselje. Stolpe je preživel dve desetletji izkopavanj. Po Björkö je prišel do identifikacije starodavnega Birka, saj se domneva, da je bilo prvotno ime Birka preprosto Bierkø (včasih zapisano Bjärkö), starejša oblika Björkö.
Björkö je danes večinoma v zasebnih rokah in se uporablja za kmetovanje. Arheološko najdišče in muzej sta bila zgrajena v bližini za razstavo najdb (večinoma replik), modelov in rekonstrukcij. Je priljubljeno mesto za obisk v poletnem času. Celotna zbirka arheoloških najdb iz izkopavanj na Björkö je v lasti švedskega muzeja v Stockholmu, kjer je veliko predmetov na ogled.
Arheološke ostaline se nahajajo v severnem delu Björkö in zajemajo površino okoli 7 hektarjev. Ostanki sta dva grobova in zgradbe in na južnem delu tega območja tudi gradišče imenovano "Borgen" ("trdnjava"). Gradbena tehnika stavb še ni znana, vendar pa je bil glavni material les. Sosednji otok ima ostanke Hovgårdena, posestva, kjer je bilo nastanjeno kraljevo spremstvo ob obiskih.
Približno 700 ljudi je živelo na Birki, ko je bilo mesto na višku, našli so okoli 3000 grobov. Njegov upravni center naj bi bil zunaj naselja samega, na bližnjem otoku Adelsö.
Najnovejša velika izkopavanja so bila izvedena med 1990-95 v sloju temne zemlje, za katero verjamejo, da je mesto glavnega naselja. Björkö je danes pretežno kmetijsko, linijske ladje opravljajo prevoz turistov na otok, kjer je muzej, ki kaže pogled na življenje v času Vikingov.